# Eddie Hapgood
Eddie Hapgood (Bristol, 24 settembre 1908 – Leamington Spa, 20 aprile 1973) è stato un allenatore di calcio e calciatore inglese.

## Biografia
Suo figlio Tony è stato a sua volta un calciatore professionista.

## Carriera
È stato un famoso calciatore dell'Arsenal.

## Palmarès

### Giocatore

#### Competizioni nazionali
- Campionato inglese: 5

Arsenal: 1930-1931, 1932-1933, 1933-1934, 1934-1935, 1937-1938
- Coppa d'Inghilterra: 2

Arsenal: 1929-1930, 1935-1936
- Community Shield: 2

Arsenal: 1930, 1931, 1933, 1934, 1938